# Gasperich
Gasperich (Luxemburgs: Gaasperech) is een plaats en een stadsdeel van Luxemburg-Stad. Tot 1920 behoorde Gasperich tot de gemeente Hollerich.

## Geografie
Gasperich ligt tussen de stadsdelen Cessange en Hollerich in het westen, Gare en Bonnevoie-Sud in het oosten en in het zuiden op de grens met de gemeenten Hesperange, Roeser en Leudelange. In het noordoosten van de Gasperich, op de grens met Howald, ligt de Gluckrotonde, die toegang geeft tot de Luxemburgse weg 3 (route de Thionville) en via het knooppunt Gasperich tot de Luxemburgse snelwegen en het internationale wegennet.

## Geschiedenis
De naam Gasperich wordt in 1083 voor het eerst vermeld in het oprichtingsdocument van de Altmünster abdij. Dat het gebied al eerder was bewoond, bleek onder meer uit de vondst van een boerderij uit de late Keltische periode. Aan de Ban de Gasperich stond in de Romeinse tijd een aantal villa's. De huidige Boulevard Raiffeisen verbond de weg van Trier naar Aarlen met de Gallo-Romeinse nederzetting op het plateau van Dalheim.
Tijdens de Dertigjarige Oorlog in de 16e eeuw was de bevolking van Gasperich grotendeels verdwenen, dat heeft zich later hersteld. Begin 19e eeuw behoorde Gasperich met Bonnevoie en Cessange tot de gemeente Hollerich. De gemeente Hollerich fuseerde in 1920 samen met de gemeenten Hamm en Rollingergrund met de stad Luxemburg.
De katholieke gemeenschap van Gasperich viel lange tijd onder de parochie van Hollerich. Pas in 1932 werd een eigen kerk gebouwd en in 1949 werd Gasperich een zelfstandige parochie. Tijdens de Tweede Wereldoorlog werd Gasperich getroffen door een bomaanslag op het rangeerstation Zwickau, waarbij 41 mensen omkwamen. In 1956 werd naast de Sint-Theresiakerk een oorlogsmonument opgericht, gemaakt door Pierre Berchem. Na een verbouwing van de kerk in 1966, werd deze opnieuw ingewijd door bisschop Léon Lommel.
In 2010 werd in het zuiden van Gasperich begonnen met de bouw van een nieuwe wijk, de Ban de Gasperich (Luxemburgs: Gaasperecher Bann). In 2016-2019 werd de Campus francophone aangelegd, een scholencomplex met de École française de Luxembourg en het Lycée Vauban.

## Bevolking
In 2022 telde Gasperich 9.694 inwoners, waarvan 27,72% met de Luxemburgse nationaliteit.

## Galerij

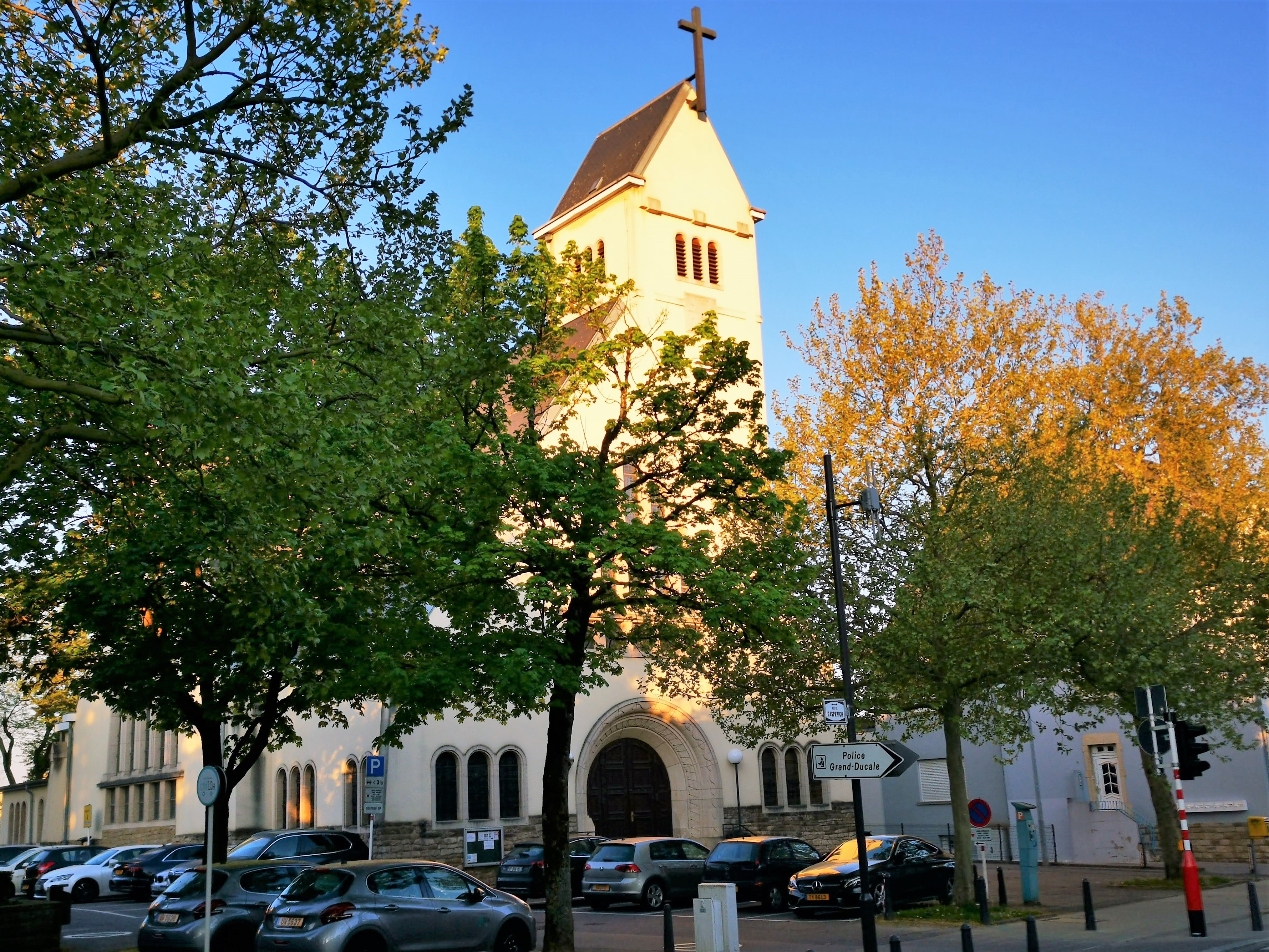
Sint-Theresiakerk
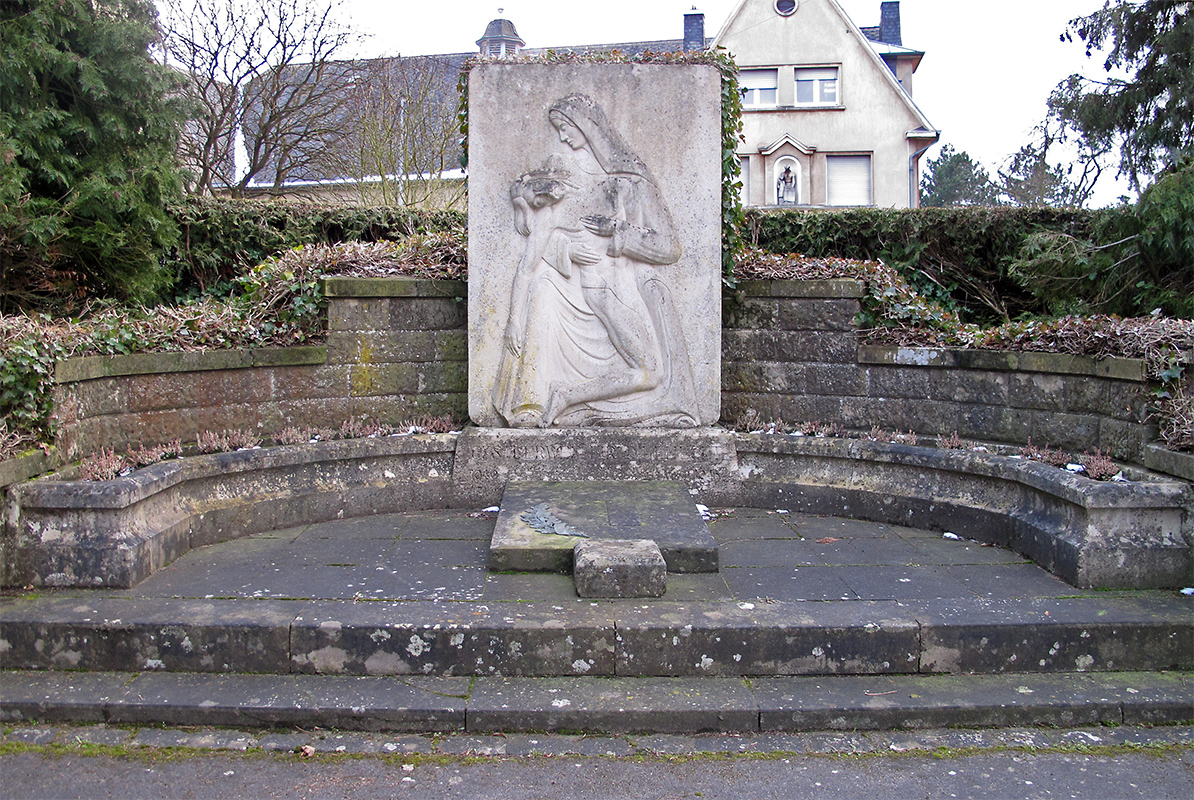
Oorlogsmonument
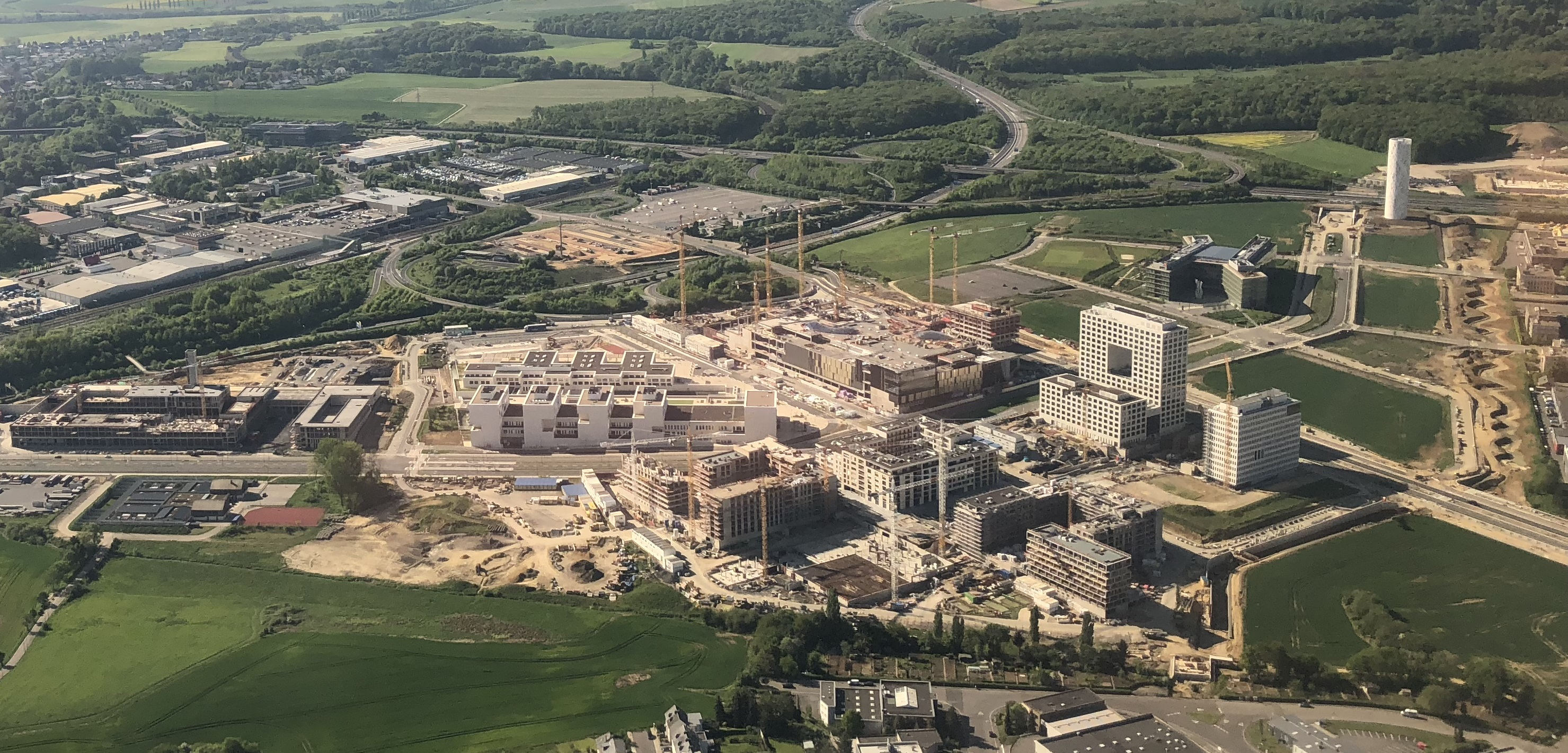
Ban de Gasperich in 2018

Beggen · Belair · Bonnevoie-Nord-Verlorenkost · Bonnevoie-Sud · Cents · Cessange · Clausen · Dommeldange · Eich · Gare · Gasperich · Grund · Hamm · Hollerich · Kirchberg · Limpertsberg · Merl · Muhlenbach · Neudorf-Weimershof · Pfaffenthal · Pulvermühl · Rollingergrund-Belair Nord · Ville-Haute (Bovenstad, centrum) · Weimerskirch